# Vector Markup Language
Vector Markup Language (VML) es un lenguaje XML de programación abierto, destinado a la creación de los gráficos vectoriales elaborados en 2D o 3D (estáticos o animados) en las páginas Web.

## Historia
VML fue presentado como una propuesta de estándar al W3C en 1998 por Autodesk, Hewlett-
Packard, Macromedia, Microsoft y Visio, pero compite con el PGML propuesto por Adobe systems y Sun Microsystems. Después de un largo examen, el W3C decide de combinar esos dos formatos, dando origen al formato SVG.
VML está implementado en Internet Explorer hasta su versión 9, Microsoft Office y Silverlight. Es parte de la especificación OOXML, donde está definido como complemento de DrawingML. A partir de Internet Explorer 10, Microsoft abandonó el soporte para VML.

## Uso del formato en el Web

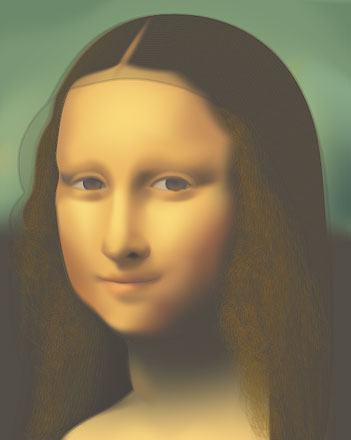
Retrato desarrollado con el código VML: La Gioconda en VML (33Kb).

El lenguaje VML puede integrarse sea directamente en el código HTML, sea a través del elemento v:vmlframe relacionado con algunos ficheros XML. Este elemento permite establecer los gráficos vectoriales de manera análoga a los imágenes bitmap. El uso de los atributos width y height permitiendo ampliar o reducir los grafismos sin pérdida de calidad. Numerosos efectos de filtro son posibles en las imágenes, que pueden ser también puestos en v:fill y tomar efecto de los atributos de colores en graduaciones, con uso del canal alfa para la transparencia. Existen tres tipos de graduaciones en VML : gradient (lineal),
gradientRadial y gradientTitle (con focus variable). La extrusión 3D permite la puesta en relieve de cado elemento VML: los efectos de luz trayendo profundidad y realismo a los grafismos. 
VML es un lenguaje que permite realizaciones complejas en ficheros de formato XML. VML es manipulable con JavaScript o JScript y más cómodamente con HTML + TIME para los animaciones.
Google Maps utilizaba hasta su versión 2 VML para el resultado vectorial con Internet Explorer, y SVG para navegadores que lo soportaban.

## Código de ejemplo

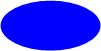
Oválo generado en Internet Explorer

El código VML siguiente integrado en el código HTML muestra una simple elipse: 
```
<html
 
xmlns:v
>

<style>
v\:*{behavior:url(#default#VML);position:absolute}
</style>

<body>

<v:oval
 
style=
"left:0;top:0;width:100;height:50"
 
fillcolor=
"blue"
 
stroked=
"f"
 
/>

</body>

</html>

```

## Editores y Software
Microsoft Office permite editar gráficos VML sin utilizar no obstante integralmente el DOM de VML.

OpenOffice.org permite crear ficheros sustituibles a la sucesión ofimática de Microsoft con gráficos convertidos al VML.